# Hypophloeus maehleri
Hypophloeus maehleri är en skalbaggsart som beskrevs av Kulzer 1956. Hypophloeus maehleri ingår i släktet Hypophloeus och familjen svartbaggar. Inga underarter finns listade i Catalogue of Life.